# Simfonia núm. 2 (Stenhammar)
La Simfonia núm. 2 en sol menor, op. 34, va ser composta Wilhelm Stenhammar entre 1911 i 1915. La va acabar el 15 d'abril de 1915. Es va estrenar el 22 d'abril de 1915 a Göteborg dirigida pel mateix compositor, al Festival de Música Sueca. La va dedicar a l'Orquestra Simfònica de Göteborg. Té una durada d'uns 45 minuts.
Està escrita per a 2 flautes, 2 oboès, 2 clarinets (en si bemoll), 2 fagots, 4 trompes (en fa), 2 trompetes (en si bemoll), 3 trombons, timbales i corda.
Segons Bo Wallner, aquesta simfonia és una de les obres més singulars i majestuoses del romanticisme suec.

## Origen i context
L’estiu de 1903, després d’anys de silenci, Stenhammar va completar una simfonia en fa major, que ell mateix descrivia com un Bruckner idíl·lic. Però, poc abans de l’estrena, va escoltar per primera vegada la segona simfonia de Sibelius, una experiència que el va colpir profundament i el va fer veure la seva pròpia obra com un simple estudi de forma. En una carta a Sibelius, lloa la seva música i expressa el desig d’explorar amb més profunditat el seu propi món interior. Stenhammar va trigar deu anys a tornar a escriure una simfonia. Va rebutjar la seva primera i va titular la nova simplement Simfonia op. 34, sense numeració. L’anomenada núm. 2 no prové d’ell.
Stenhammar va començar la simfonia la primavera de 1911, a la Villa Borghesee de Roma i la va completar el 1915. Es va estrenar el 22 d’abril de 1915 dirigida pel compositor, en un festival de música que commemorava el desè aniversari de l’Orquestra Simfònica de Göteborg. La va dedicar als músics de l’orquestra —els meus estimats amics— com a reconeixement per una llarga trajectòria de complicitat artística i aprenentatge compartit.